# Bódvalenke
Bódvalenke là một thị trấn thuộc hạt Borsod-Abaúj-Zemplén, Hungary. Thị trấn này có diện tích 6,63 km², dân số năm 2010 là 190 người, mật độ 29 người/km².